# Friedrich Julius Stahl
Friedrich Julius Stahl (originalmente: Julius Jolson-Uhlfelder); (16 de Janeiro de 1802, Heidingsfeld, Wurzburg - 10 de Agosto de 1861, Bad Brückenau) foi um filósofo do direito, advogado, assessor do Rei Prussiano e um dos políticos do círculo de Christian Krafft. Inspirado por Schelling e Savigny, escreveu sua principal obra acadêmica: "A Filosofia do Direito a Partir de Uma Perspectiva Histórica (Heidelberg 1830-1837)", que, apesar dos defeitos, foi marcante para a história da ciência política. Stahl opôs-se veementemente contra a teoria do direito natural e justificou seus ensinamentos jurídicos "na base de uma visão de mundo Cristã". Em 1848/49, foi co-fundador, organisador, e diretor do Partido Conservador da Prússia. Foi membro vitalício do Parlamento Prussiano. Até hoje, sua definição de estado de direito é a mais citada na Alemanha.

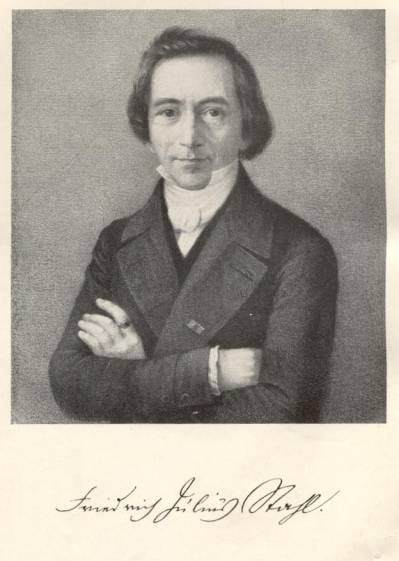
Friedrich Julius Stahl, 1840 (gravura de Lazarus Gottlieb Sichling)

## Juventude e Educação
Primogênito de pais Judeus, Babette e Valentin Jolson (Goldsohn desde 1813), Julius nasceu no dia 16 de Janeiro de 1802 em Würzburg, onde passou os primeiros anos de sua infância antes de mudar-se para Munique com seus pais. Em 1819, após formar-se com boas notas, Julius quis ser professor de Latim, mas não foi aceito por causa de sua religão. Sob a influência de Friedrich Thiersch, Niethammer, e outros amigos e professores, converteu-se ao Luteranismo. Seu pai concordou desde que a conversão não ocoresse em Munique. Seus amigos organizaram seu batismo com Thiesch e Ludwig Döderlein como seus padrinhos no dia 6 de Novembro de 1819, na Igreja Neustädter em Erlangen. Em seu batismo, adotou o nome Freidrich Julius Stahl. 
Na véspera de seu batismo, Julius havia sido agredido em um bar estudantil em Erlangen, e, como não poderia representar a si mesmo, buscou a ajuda de Hermann von Rotenhan, a quem desconhecia até então, e desenvolveu uma duradoura amizade. Seguiu a influência de seu novo amigo à fraternidade Germânia em Würzburg. No semestre de 1819/20, envolveu-se com mais intensidade na fraternidade, que o elegeu presidente no seu segundo semestre, uma vez que seus talentos oratórios já eram notáveis. Em 1819, as Resoluções Carlsbad proibiram as fraternidades estudantis. Julius liderou um protesto contra a intervenção do estado nas universidades e fraternidades. Em abril de 1824, foi suspenso da universidade por dois anos, sob a condição de não cometer mais atos polêmicos, após um pedido formal de desculpas de seu pai. 
Stahl retornou à casa de seus pais em Munique, onde muito havia mudado. Sob sua própria influência, seus pais e irmãos haviam abandonado o Judaismo, e, como ele, declaravam-se Cristãos Protestantes. Em 1824 eles foram batizados em Munique, adotaram o sobrenome Stahl, e deixaram o gueto Judeu. Neste período, Stahl entrou com vários recursos, em vão, para ser re-admitido na universidade. Também usou esse tempo para ler e estudar. A filosofia de Hegel, por exemplo, começava a ganhar mais reconhecimento neste período. Ao ser permitido a resumir seus estudos em 1826, obteve seu doutorado no mesmo ano em Würzburg.

## Obras Acadêmicas
Em 1827, Stahl habilitou-se em Munique com uma tese sobre o “direito de ação” Romano, e recebeu uma oferta para lecionar na mesma Universidade. No semestre de 1827/28 iniciou as aulas de direito Romano e Filosofia do Direito. Por motivos desconhecidos, seu pai havia perdido a maior parte de sua fortuna, e após a morte de seus pais em 1830, Julius teve que sustentar os sete irmãos mais novos.
Como contrapeso ao jornal liberal Bávaro “Volksblatt”, publicado em Würzburg por Gottfried Eisenmann, o governo da Baviera fundou em 1830 o jornal “Der Thron- und Volksfreund”, que tinha Stahl como editor. Seu pensamento político e suas atividades jornalísticas eram anti-nacionalistas e anti-revolucionárias, e de acordo com os princípios monárquicos do Rei Ludwig. Porém, o projeto fracassou e foi abandonado após apenas oito edições.
Após várias solicitações rejeitadas pelo Rei Ludwig I, apesar do apoio do Ministro Eduard von Schenk, Stahl foi finalmente nomeado por decreto, no dia 27 de Junho de 1832, professor associado em Erlangen. Foi transferido para Würzburg no mesmo ano mas retornou para Erlangen em 1834, desta vez lecionando filosofia jurídica, direito canônico, e direito constitucional. Em 1835 casou-se com Julie Kindler, filha de um industrialista de Erlangen. Não tiveram filhos. Sob a influência de Christian Krafft, Stahl desenvolveu-se como representante da fé luterana ortodoxa, e em 1837 a Universidade de Erlangen o escolheu como seu representante no Parlamento Bávaro. Ao final de seu mandato, não quis disputar a reeleição. 
Em 1840 Stahl foi nomeado professor de filosofia jurídica, direito constitucional, e direito canônico em Berlim. Ao pedido do Rei Frederico Guilherme IV da Prússia, ele lutaria contra o “racionalista” Hegelianismo na Universidade. Ao anunciar suas intenções na sua aula inaugural, foi causado um alvoroço. Varnhagen van Ense descreveu o “barulho dos alunos” como uma “primeira oposição ao novo governo”. À essa reação, Stahl teria dito “Senhores, estou aqui para ensinar-lhes a ouvir, a julgar, mas aqui os senhores não perturbarão a ordem e a paz!”. Já em 1841, Stahl tornou-se membro do conselho da Faculdade de Direito, dentro do qual ele preparava opiniões sobre casos envolvendo o estado e a igreja. Em um relatório da faculdade de direito, Stahl foi supostamente contra a contratação de professores Judeus. Stahl também formulou uma rejeição ao convite para uma reunião de professores no ano revolucionário de 1848 porque era oposto ao reconhecimento do novo Governo Central de Frankfurt. Desde o semestre de 1850/51 ele dava palestras públicas sobre o Estado, a Igreja, e os Partidos, às quais assistiram oficiais do governo e do exército e até Ministros. 

## Atividade Política
Mesmo que as atividades de Stahl dentro da Universidade tenham sido politicamente significativas, certamente não foram o suficiente para suas ambições políticas. Após uma petição em 1848 dos professores da Universidade de Berlim pedindo sua demissão, deixou Berlim às pressas mas logo retornou, ainda no mesmo ano, convidado por Ernst Ludwig von Gerlach para fundar um jornal conservador e um partido político com o mesmo viés. Stahl foi um dos sócios-proprietários do "Neue Preußische Zeitung” (Novo Jornal Prussiano), desde sua fundação em 1848. Seu artigo “A Bandeira dos Conservadores”, publicado no dia 20 de Junho de 1848 foi uma versão reduzida de sua obra “O Princípio Monárquico”, de 1845, porém atualizada e mais concreta. Desde a proclamação de Frederico Guilherme IV do dia 18 de Março, ele explorou o desenvolvimento, realizado pelo Rei, da realidade constitucional Prussiana. Em Setembro, já passou a priorizar a organização de um novo partido político. Entre Fevereiro e Março de 1849, detalhou os passos para a criação de uma política futura conservadora, que tornou-se a base do primeiro programa do recém nascido Partido Conservador.
Porém, Stahl não conseguiria fixar os objetivos do partido Conservador apenas em um programa. Logo, ele tornou-se, outra vez ao lado de Ludwig von Gerlachs, o porta-voz da extrema direita no Parlamento (ocasionalmente referida como a seção Gerlach-Stahl). Em 1849, foi reeleito ao Parlamento pelo distrito de Oberbarnim. Em 1854, Stahl tornou-se um dos membros cativos da Câmara dos Nobres (Herrenhauses), nomeado pelo Rei, e foi posteriormente porta-voz do “Partido Reacionário dos Cavalheiros”. 
Na câmara do Parlamento da União Erfurt (que durou apenas um mês), atuou em 1850 contra um plano para um movimento de independência Alemão da Prússia, principalmente porque não queria antagonizar os Habsburgos, onde ainda via uma monarquia legítima. Eventualmente, a união foi desmembrada nos Acordos de Olomütz, quando a Prússia voltou a integrar a Confederação Germânica sob liderança de Viena, e subsequentemente, a Santa Aliança com a Áustria e Rússia foi restaurada. Nessa senda, também foi a favor da neutralidade Prussiana na Guerra da Crimea em 1854, quando partidários da Inglaterra pressionaram Frederico Guilherme IV a intervir. O Rei manteve-se neutro, e Stahl justificou a neutralidade em no Parlamento como “a conclusão de uma política de alto-nível”. Em 1854, Stahl virou Assessor Jurídico do Rei (Kronsyndikus), e membro do conselho de Estado.
Stahl ainda teria usado de sua posição como membro do Conselho da Antiga Igreja Evangélica Prussiana (1852-1858) para opor a breve e malograda união, para fortalecer o Confessionalismo Luterano (Novo Luteranismo), e para renovar a hegemonia do clero sobre a laicidade. Foi membro do Sínodo Geral Prussiano em 1846 (Com August von Bethmann-Hollweg), Vice-Presidente do Conselho Alemão Protestante de 1848 a 1861, e membro do Comitê Central para a Missão Interna da Prússia.
Porém, as mudanças políticas consequentes do adoecimento do Rei e da promoção do novo Príncipe Regente, puseram fim ao trabalho de Stahl no Conselho da Igreja e em 1858 ele pediu demissão do Órgão. No entanto, ele continuou seus esforços políticos contra a orientação liberal do novo governo. 

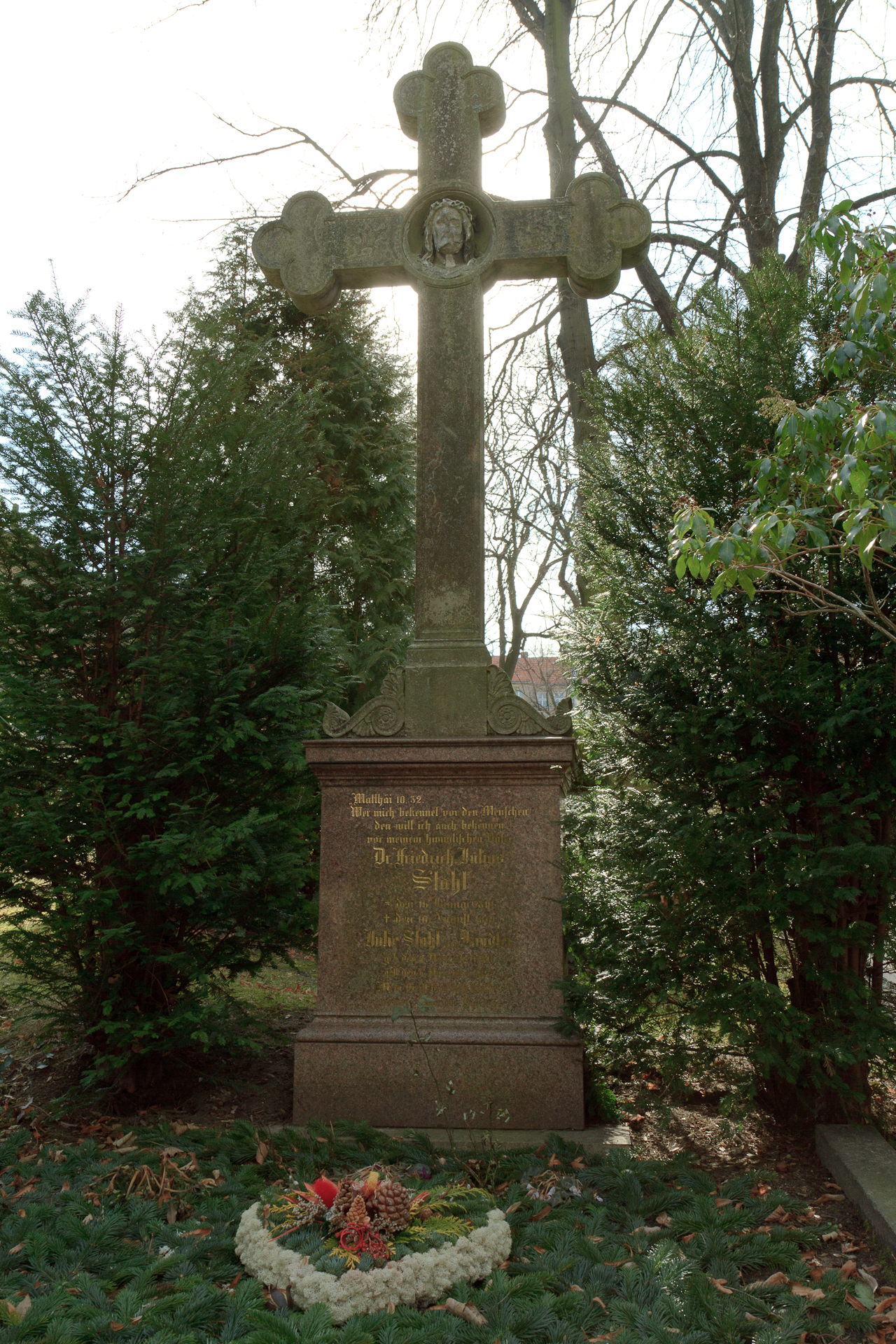
Túmulo de Friedrich Julius Stahl no cemitério Alten St. Matthäus-Kirchhof Berlin

A saúde de Stahl sempre foi instável; ele regularmente passava por tratamentos, inclusive no verão de 1861 em Bad Brückenau, quando morreu inesperadamente no dia 10 de Agosto. Stahl, que era uma das figuras mais destacadas do conservadorismo Prussiano e Alemão, foi enterrado no cemitério Alten St.Matthäus-Kirchhof Berlin. O que foi recebido de sua coleção pessoal está na Biblioteca August Herzog em Wolfenbüttel. 

## Teoria Jurídica
No final dos as 1820, Stahl encontrava-se em uma situação financeiramente difícil. Além disso, também estava mentalmente esgotado, pois tinha que sustentar a si mesmo e aos seus irmãos. Insatisfeito com os ensinamentos de Hegel, sentia-se no dever de assumir uma nova direção na filosofia jurídica, mas enxergava uma dificuldade na “pobreza” de fontes e informações sobre a matéria, que não permitia que fosse fornecida uma base ética para o direito. Enfim, ele concluiu que a história da filosofia do direito iria apontar a direção do seu desenvolvimento, e confirmou o pensamento de Schelling. No entanto, Stahl não se considerava um discípulo de Schelling.
Outra influência clara era Savigny, o pai da Escola Histórica do Direito. Ele havia intuitivamente chegado às conclusões corretas (segundo Stahl), mas os outros acadêmcios iriam precisar da filosofia jurídica com uma base teórica para as mesmas conclusões. Isso havia sido negligenciado, e Stahl quis, por conta própria, sem seguir o conceito de Lei Natural do Iluminismo. Ele preferiu trabalhar com as visões tradicionais cristãs, especialmente com sua obra “O Racionalismo - uma Referência Eterna”
Stahl inicia a introdução ao seu maior trabalho com a definição que, “A filosofia do direito é a ciência dos justos”. Como as primeiras tentativas não podiam ser ignorados, o primeiro volume é uma gênese da filosofia jurídica até então. “Stahl begins the introduction to his major work with the lapidary definition: "Philosophy of right is the science of the righteous." Since previous attempts can not be ignored, the first volume is devoted to the genesis of legal philosophy. “O processo histórico, a real natureza dos homens, é o julgamento dos motivos de toda a filosofia, e portanto, de si mesmo. A ciência, como o santo da lenda (S. Cristóvão), devem buscar o Senhor…” Começando pelos Gregos, a Idade Média, e a doutrina do Estado de Natureza, Stahl finalmente chega ao realismo (de Macchiavelli e Montesquieu), e à filosofia especulativa de Hegel e Schelling. 
O segundo volume de (“A Filosofia do Direito”) foi publicado em 1833, após a Revolução de Julho de 1830. A experiência revolucionária impactou a Stahl. Ele rejeitou completamente a revolução e convenceu-se que ela deveria ser prevenida a qualquer custo. A revolução, para Stahl, inicia-se com o racionalismo - o fato de que o homem não se contenta mais com os limites impostos por Deus, e que o homem quer impor seus limites a si mesmos, por meio da razão. Se o racionalismo fosse permitido a se desenvolver, segundo Stahl, a revolução seria inevitavelmente permanente, pois ao derrubar a monarquia e fazer uma constituição, Deus também estaria sendo derrubado. Além disso, o direito à propriedade seria abolido e todas as fundações de ordem da sociedade serão eliminadas: “será o inferno na terra. Portanto: defendam as orígens! A salvação é apenas o conservadorismo Cristão”. 
A Religião sempre teve uma influência forte na vida de Stahl. Ele teve uma criação religiosa em um lar Judeu, e seu pai era o chefe da Comunidade Judia local. Porém, no colégio, o Luteranismo de Thiersch havia sido decisivo para sua formação; as influências de Thiersch, do Presidente da Academia de Ciências da Baviera (Heinrich Jacobi), e do ambiente protestante Luterano. Posteriormente, quando professor em Würzburg, que era uma cidade Católica, Stahl ficou incerto em relação à sua fé. A teologia de Krafft, em Erlangen, teria fortalecido suas crenças Luteranas e torná-lo-ia Luterano Ortodoxo. Porém, Stahl negava ser um Pietista.
Em princípio, Stahl confessava ser seguidor da Escola Histórica do Direito, sem contrariá-la ou a Savigny, porém, Stahl acreditava que faltava uma fundamentação ética através de uma filosofia jurídica, que ele mesmo tentou criar. Por ver o desenvolvimento histórico humano como resultado do governo de Deus, medido por Deus e baseado na vontade de Deus, Stahl considerava que o direito deveria ter os mandamentos Divinos como base. Portanto, ele dizia que o direito deveria continuar a desenvolver-se organicamente e historicamente sob Deus. O Estado e a Igreja, segundo ele, são instituições criadas por humanos para servir a uma força maior. O Estado deve ser moralmente estabelecido, não de forma idêntica ao “eterno reino de Deus”, mas como precursor a ele. Em 1837, Stahl escreveu que “o Estado é o principal ator da influência Divina nas atividades externas do homem. O Estado deve organizar-se no lugar de Deus, promover Deus, punir a violação da ordem, e comprovar a Deus a moralidade da sociedade humana, que Stahl entendia como a obediência das ordens de Deus.
Porém, a Monarquia não pertence ao estado, mas incorpora-o. A fundamentação da filosofia de Stahl, fortemente influenciada por Schelling e Hegel, é a crença que Deus dirige o processo de desenvolvimento histórico. O Estado não é resultado de um “contrato”, mas sim da autoridade instituída por Deus. Como o indivíduo, o Estado busca a moral por meio de sua “personalidade”, deixando claro que o “Estado Cristão” não pode passar pela separação hegeliana entre estado e a sociedade. Os direitos dos indivíduos são a liberdade de expressão, de religião, e à propriedade; os do estado, são proteger e promover “tudo que vem de dentro do indivíduo”. Como são criaturas livres, as pessoas não devem obedecer ao estado, mas concordar com ele. Logo, Stahl argumentou a favor de um Parlamento que aprovasse leis e impostos, que lidera o gerenciamento financeiro do Estado, e que garante a justiça. Mas deveria refletir as relações reais de poder; portanto, Stahl foi contra o sufrágio universal e a favor de uma câmara exclusiva à nobreza (Casa dos Nobres). As decisões dessa representação popular não seria apenas consultória, mas vinculante. Deveria ser uma forma de resistência, mas apenas passivamente; não deve ser utilizada para protestar abertamente.
Como explicou Masur, o trabalho de Stahl, para muitos, não era uma filosofia jurídica, mas tratava das teorias jurídica e política Cristã. Brockhaus o descreve como “criador da teoria política conservadora-Cristã.” 

## Doutrina Religiosa
Em 1840, Stahl publicou "A Ordem da Igreja sobre a Doutrina e a Lei dos Protestantes", em Erlangen. Este trabalho foi considerado como tendo excedido o campo da filosofia jurídica.
A posição de Stahl era que os Luteranos queriam uma segurança através de uma forte constituição da Igreja. Ele deixou claro que essa “constituição” aplicaria-se apenas à Igreja Luterana. O seu propósito seria “a restauração das antigas doutrinas Protestantes”, e o “ponto principal” seria a relação entre a Monarquia e a Igreja.
Após a Paz de Augsburgo (1555) introduzir o sistema Episcopal, as Monarquias tornavam-se chefes da Igreja em seus territórios no lugar dos Bispos católicos, que haviam recusado qualquer participação na Reformação. 
Parte do problema, para Stahl, era a incapacidade de reformar as igrejas e suas estruturas enquanto os Monarcas tiverem o domínio das Igrejas.
Em 1859, ao publicar seu trabalho “A Igreja Luterana e a União”, tornou-se o maior representante da nova-ortodoxia Luterana, que acreditava que as doutrinas da religião eram cada vez mais incompatíveis com as aspirações dos Reis da Prússia, e deveriam tornar-se independentes.

## Críticas

### Estado de Direito
Em relação ao estado de direito, Stahl é visto de uma forma diferente. Sua famosa definição diz que “O estado de direito não representa os objetivos do Estado, mas sim sua natureza e seu caráter”. Segundo Carl Schmitt, a definição de Stahl mostra que ele dava mais importância a princípios éticos do que às leis. Stahl atribui justamente a base ética da Vontade Divina ao positivismo da Escola Histórica do Direito. Peter F. Drucker chegou a comparar o entendimento de Stahl baseado na ética com o pragmatismo sem escrúpulos do Nacional Socialismo.
Outra questão surge da próxima ligação de Stahl entre a Religião e o Estado: como descrito por F.W. Graf, “o apoiador de Carl Schmitt nessa questão, deve perguntar-se se os conceitos centrais do estado moderno são apenas conceitos teológicos secularizados. Graf ainda cita uma palestra de Georg Jellinek em 1893, quando ele argumenta que “a teoria do estado moderno, que é completamente independente de qualquer requerimento teológico, é dominado pelas idéias de Adão há séculos, muitas vezes sem que seus seguidores o percebam”. Günter Dürig escreveu em 1952 que “o termo ‘personalidade’ sempre foi um termo fixo da antropologia filosófica-Cristã, da teoria social Cristã, e da teologia moral”. Os Alemães haviam antecipado todos os povos com a ideia romântica de liberdade, mas os Cristãos já haviam definido a liberdade ao sujeitá-lo à comunidade Cristã como uma ‘personalidade’.

## Legado

### Teoria do Hiato
A aplicação da teoria do hiato (baseada na teoria criacionista homônima), que havia sido idéia de Stahl, foi a tentativa de Otto von Bismarck de resolver a questão constitucional-monárquica Prussiana. Stahl e Bismarck entendiam que, em todos os casos, as questões não tratadas pela constituição, a Monarquia, e não o Parlamento, teriam a competência de preencher essa lacuna constitucional.

### Monarquia Constitucional
A Monarquia Constitucional não foi inventada por Stahl, mas seu trabalho de estruturação e aplicação desse sistema na Prussia é tido como fundamental. Esse modelo posiciona-se entre as “monarquias parlamentares” dos estados Europeus norte-ocidentais, com o parlamento como uma instituição decisiva, e as monarquias absolutistas, como a que existiu na Rússia até 1917. O modelo Prussiano-Alemão foi implementado por Estados do sudeste Europeu (nos Bálcãs), e da península Ibérica até o final da Primeira Guerra Mundial. Até no Japão, o desenvolvimento da Constituição de 1889 foi baseada no constitucionalismo Alemão. 

### Como Político
O fato de a avaliação de Stahl e seu trabalho ser tão controversa pode levar à conclusão que não se trata de ciência objetiva, mas de julgamentos políticos subjetivos. Ele reclamava que os filósofos o viam como jurista e os juristas o viam como filósofo; e que ele não queria ser meio-jurista nem meio-filósofo. Tentou preservar a monarquia ao adaptá-la com a aparente inclusão da ideia de constitucionalismo, e apresentou esse modelo em um formato que a monarquia pudesse aceitar sem perder todo o seu poder. Stahl não utilizou essa doutrina, apesar de sua aparente racionalidade transcendente, para suas atividades políticas, mas com a intenção de desacelerar os desenvolvimentos inevitáveis. 

## Obras
- Über Ehre als Triebfeder der neuern Monarchie. In: Ferdinand Herbst: Ideale und Irrthümer des academischen Lebens in unserer Zeit, oder der offene Bund für das Höchste im Menschenleben. Zunächst für die teutsche studierende Jugend. Metzler, Stuttgart 1823, S. 228–237.
- Grundriß zu Vorlesungen über Philosophie des Rechts. s. n., München 1829
- Die Philosophie des Rechts nach geschichtlicher Ansicht. Verlag der akademischen Buchhandlung J. C. B. Mohr, Heidelberg 1830–1837;
  - Band 1: Die Genesis der gegenwärtigen Rechtsphilosophie. 1830;
  - Band 2, Abtheilung 1–2: Christliche Rechts- und Staatslehre. 1833–1837.
    - Auszüge daraus in: Restauration und Frühliberalismus 1814-1840. Hrsg. v. Hartwig Brandt Wissenschaftliche Buchgesellschaft, Darmstadt 1979 (= Freiherr vom Stein-Gedächtnisausgabe. Quellen zum politischen Denken der Deutschen im 19. und 20. Jahrhundert, 3), S. 352–354, S. 366–376.
- Die Kirchenverfassung nach Lehre und Recht der Protestanten. Theodor Bläsing, Erlangen 1840, Digitalisat.
- De matrimonio ob errorem rescindendo commendatio, quam pro loco in iurisconsultorum Berolinensium ordine rite obtinendo. Trowitzsch, Berlin 1841 (Antrittsprogramm).
- Vortrag über Kirchenzucht. Gehalten in der Pastoral-Conferenz zu Berlin am 22. Mai 1845. Ludwig Oehmigke, Berlin, 1845, Digitalisat.
- Das monarchische Prinzip. Eine staatsrechtlich-politische Abhandlung. Mohr, Heidelberg 1845.
  - Auszüge daraus in: Vormärz und Revolution 1840-1849. Hrsg. v. Hans Fenske. Wissenschaftliche Buchgesellschaft, Darmstadt 1976 (= Freiherr vom Stein-Gedächtnisausgabe. Quellen zum politischen Denken der Deutschen im 19. und 20. Jahrhundert, 4), S. 143–155. ISBN 3-534-04838-5.
- Fundamente einer christlichen Philosophie. Abdruck des ersten Buches meiner Philosophie des Rechts, zweiter Auflage mit Zugabe neuer Kapitel. Mohr, Heidelberg 1846, Digitalisat.
- Der christliche Staat und sein Verhältnis zu Deismus und Judentum. Eine durch die Verhandlungen des Vereinigten Landtags hervorgerufene Abhandlung. Oehmigke, Berlin 1847.
- Die Revolution und die constitutionelle Monarchie. Eine Reihe ineinandergreifender Abhandlungen. Wilhelm Hertz, Berlin 1848, Digitalisat.
- Rechtswissenschaft oder Volksbewusstsein? Eine Beleuchtung der von Herrn Staatsanwalt von Kirchmann gehaltenen Vortrags: Die Werthlosigkeit der Jurisprudenz als Wissenschaft. In: Janus. Heft 4, 1848, ZDB-ID 514669-0 , S. 119–150 (Sonderabdruck: Albert Förstner, Berlin 1848, Digitalisat).
- Die deutsche Reichsverfassung nach den Beschlüssen der deutschen National-Versammlung und nach dem Entwurf der drei königlichen Regierungen beleuchtet. Wilhelm Hertz, Berlin 1849, Digitalisat.
- Reden. (Aus den Verhandlungen der preußischen Ersten Kammer und des Volkshauses des Deutschen Unions-Parlaments 1849 und 1850). Wilhelm Hertz, Berlin 1850.
- Was ist die Revolution? Ein Vortrag auf Veranstaltung des evangelischen Vereins für kirchliche Zwecke am 8. März 1852 gehalten. Wilhelm Schultze, Berlin 1852, Digitalisat.
- Der Protestantismus als politisches Prinzip. Vorträge: zu Berlin, März 1853. Wilhelm Schultze, Berlin 1853 (2. unveränderte Auflage. ebenda 1953; Neudruck der 2., unveränderten Auflage Berlin 1853. Scientia-Verlag, Aalen 1987, ISBN 3-511-10061-5).
- Friedrich Wilhelm der Dritte. Gedächtnißrede gehalten am 3. August 1853. Wilhelm Hertz, Berlin 1853.
- Die katholischen Widerlegungen. Eine Begleitungsschrift zur vierten Auflage meiner Vorträge über den Protestantismus als politisches Princip. Wilhelm Schultze, Berlin 1854, Digitalisat.
- Ausführungen über das Ehescheidungsgesetz. Wilhelm Hertz, Berlin 1855, Digitalisat.
- Parlamentarische Reden von Friedrich Julius Stahl. Herausgegeben und mit einleitenden Bemerkungen versehen von J. P. M. Treuherz. Hollstein, Berlin 1856.
  - Daraus Auszug aus der Rede gegen den Liberalismus vom 15. April 1850 in: Der Weg zur Reichsgründung 1850-1870. Hrsg. v. Hans Fenske Wissenschaftliche Buchgesellschaft, Darmstadt 1977 (= Freiherr vom Stein-Gedächtnisausgabe. Quellen zum politischen Denken der Deutschen im 19. und 20. Jahrhundert, 5), S. 33–36.
- Wider Bunsen. Wilhelm Hertz, Berlin 1856, Digitalisat.
- Die lutherische Kirche und die Union. Eine wissenschaftliche Erörterung der Zeitfrage. Wilhelm Hertz, Berlin 1859.
- Zum Gedächtniß Seiner Majestät des hochseligen Königs Friedrich Wilhelm IV. und seiner Regierung. Vortrag gehalten im evangelischen Verein zu Berlin am 18. März 1861. Wilhelm Hertz, Berlin 1861, Digitalisat des Dritten Abdrucks.
- Siebzehn parlamentarische Reden und drei Vorträge. Nach letztwilliger Bestimmung geordnet und herausgegeben. Wilhelm Hertz, Berlin 1862, Digitalisat.
- Die gegenwärtigen Parteien in Staat und Kirche. Neunundzwanzig akademische Vorlesungen. Wilhelm Hertz, Berlin 1863, Digitalisat.
- Stahl und Rotenhan. Briefe des ersten an den zweiten. Herausgegeben von Ernst Salzer. In: Historische Vierteljahrsschrift. Bd. 14, 1911, ZDB-ID 200387-9, S. 514–551.
- Neue Briefe Friedrich Julius Stahls. Herausgegeben von Ernst Salzer. In: Deutsche Rundschau. Bd. 40, 1914, ZDB-ID 205873-x, S. 99–125.
- Olaf Koglin: Die Briefe Friedrich Julius Stahls. Kiel 1975 (Kiel, Univ., Diss., 1975).

## Leitura Complementar
- Stahl. In: Hermann Wagener (Hrsg.): Staats- und Gesellschaftslexikon. Band 19: Seleuciden bis Stieglitz. Heinicke, Berlin 1865, S. 653–661 (Derselbe Artikel war im Spätsommer 1862 anonym in der „Berliner Revue“ 28, ZDB-ID 513454-7 , S. 179–270 und im Herbst desselben Jahres in der anonymen Schrift Pernice – Savigny – Stahl. Heinicke, Berlin 1862, S. 69–115 erschienen.).
- Ernst Landsberg:Ernst Landsberg (1893). "Stahl, Friedrich Julius". In Allgemeine Deutsche Biographie (ADB) (em alemão). 35. Leipzig: Duncker & Humblot. pp. 392–400.
- Erich Kaufmann: Friedrich Julius Stahl als Rechtsphilosoph des monarchischen Prinzips. Halle 1906 (Halle, Univ., Dissertation), (Abdruck in: Erich Kaufmann: Gesammelte Schriften. Zum achtzigsten Geburtstag des Verfassers am 21. September 1960. Herausgegeben von A. H. van Scherpenberg. Band 3: Rechtsidee und Recht. Rechtsphilosophische und ideengeschichtliche Bemühungen aus fünf Jahrzehnten. Schwartz, Göttingen 1960, S. 1–45).
- Gerhard Masur: Friedrich Julius Stahl. Geschichte seines Lebens. Band 1: Aufstieg und Entfaltung. 1802–1840. E. S. Mittler & Sohn, Berlin 1930 (Habil.-Schrift, Berlin 1930; der geplante zweite Band über 1840–1861 ist nicht erschienen).
- Peter F. Drucker: Friedrich Julius Stahl. Konservative Staatslehre und geschichtliche Entwicklung (= Recht und Staat in Geschichte und Gegenwart. Bd. 100, ISSN 0340-7012). Mohr, Tübingen 1933.
- Robert A. Kann: Friedrich Julius Stahl: A re-examination of his conservatism. In: The Leo Baeck Institute Yearbook. Vol. 12, Nr. 1, 1967, ISSN 0075-8744, S. 55–74, doi:10.1093/leobaeck/12.1.55.
- Hans P. Pyclik: Friedrich Julius Stahl. A Study of the Development of German Conservative Thought. 1802–1861. Minneapolis MN 1972 (Minneapolis MN, University of Minnesota, Dissertation).
- Hans-Joachim Schoeps: Preußen. Geschichte eines Staates (= Ullstein-Bücher. Nr. 3232). Vom Autor für die Taschenbuchausgabe durchgesehen. Ullstein, Frankfurt am Main/ Berlin/ Wien 1975, ISBN 3-548-13232-4 (zitiert nach Nachdruck: Nikol, Hamburg 2009, ISBN 978-3-86820-025-6)
- Hanns-Jürgen Wiegand: Das Vermächtnis Friedrich Julius Stahls, Ein Beitrag zur Geschichte konservativen Rechts- und Ordnungsdenkens. Athenäum, Königstein/Ts. 1980, ISBN 3-7610-6309-1.
- Christian Wiegand: Über Friedrich Julius Stahl. (1801–1862), Recht, Staat, Kirche (= Rechts- und staatswissenschaftliche Veröffentlichungen der Görres-Gesellschaft. NF H. 35). Schöningh, Paderborn [u. a.] 1981, ISBN 3-506-73335-4 (Zugleich: Freiburg (Breisgau), Univ., Diss., 1978).
- Arie Nabrings: Friedrich Julius Stahl. Rechtsphilosophie und Kirchenpolitik (= Unio und Confessio. Bd. 9). Luther-Verlag, Bielefeld 1983, ISBN 3-7858-0286-2 (Zugleich: Münster, Univ., Diss., 1981).
- Carla di Pascale: Sovranità e ceti in Friedrich Julius Stahl. In: Quaderni Fiorentini 13(1984), S. 407–450.
- Panagiotis Kondylis, Konservativismus, Geschichtlicher Gehalt und Untergang. Klett-Cotta, Stuttgart, 1986, ISBN 3-608-91428-5.
- Wilhelm Füßl: Professor in der Politik: Friedrich Julius Stahl (1802–1861). Das monarchische Prinzip und seine Umsetzung in die parlamentarische Praxis (= Schriftenreihe der Historischen Kommission bei der Bayerischen Akademie der Wissenschaften. Bd. 33). Vandenhoeck & Ruprecht, Göttingen 1988, ISBN 3-525-35932-2. (Digitalisat)
- J.E. Toews: The Immanent Genesis and Transcendent Goal of Law: Savigny, Stahl and the ideology of the Christian German State, In: American Journal of Comparative Law, 37(1989), S. 139–169.
- Myoung-Jae Kim: Staat und Gesellschaft bei Friedrich Julius Stahl. Eine Innenansicht seiner Staatsphilosophie. Hannover 1993 (Hannover, Univ., Diss., 1993).
- Katharina Sobota: Friedrich Julius Stahl: Das Labyrinth. In: Katharina Sobota: Das Prinzip Rechtsstaat. Verfassungs- und verwaltungsrechtliche Aspekte (= Jus publicum. Bd. 22). Mohr, Tübingen 1997, ISBN 3-16-146645-4, S. 319–337 (Zugleich: Jena, Univ., Habil.-Schr., 1995).
- Wilhelm Füßl:Wilhelm Füßl: Friedrich Julius Stahl. Em: Biographisch-Bibliographisches Kirchenlexikon (BBKL).
- Christoph Schönberger: État de droit et État conservateur: Friedrich Julius Stahl. In: Olivier Jouanjan (Hg.): Figures de l'état de droit. Le Rechtsstaat dans l'histoire intellectuelle et constitutionnelle de l'Allemagne. Presses Universitaires de Strasbourg, Strasbourg 2001. ISBN 2-86820-180-6. S. 177–191.
- Wilhelm Füßl: Friedrich Julius Stahl (1802-1861). In: Politische Theorien des 19. Jahrhunderts. Herausgegeben von Bernd Heidenreich. (1999) 2., völlig neu bearbeitete Auflage. Akademie Verlag: Berlin 2002, S. 179–191. ISBN 3-05-003682-6.
- Helge Dvorak: Biographisches Lexikon der Deutschen Burschenschaft. Band 1: Politiker. Teilband 5: R–S. Winter, Heidelberg 2002, ISBN 3-8253-1256-9, S. 477–479.
- C. Argyriadis-Kervegan: Une conception théocentrique des droits de l'homme: F.J.Stahl. In: M. Mathieu: Droit naturel et droits de l'homme, Presses Universitaires de Grenoble, Grenoble 2011, ISBN 978-2-7061-1639-1, S. 151–166.
- Amnon Lev: Ordnung und Sein. Stahl und die Grundlagen des modernen politischen Rechts. In: Jus Politicum, No 5. http://www.juspoliticum.com/Ordnung-und-Sein-Stahl-und-die.html.
- C. Argyriadis-Kervegan: Rousseau au prisme de la contre-révolution: Friedrich Julius Stahl. In: C. M. Herrera (Hg.): Rousseau chez les juristes. Kimé Paris 2013, ISBN 978-2-84174-627-9, S. 27–42.
- Hans-Christof Kraus Stahl, Friedrich in: Neue Deutsche Biographie 25, Stadion - Tecklenborg, Berlin, 2013, S. 32–33. [Online-Version]; URL: https://www.deutsche-biographie.de/gnd118616641.html#ndbcontent

## Ligações Externas
- Literatura de e sobre Friedrich Julius Stahl (em alemão) no catálogo da Biblioteca Nacional da Alemanha
- Werke von und überWerke von und über Friedrich Julius Stahl na Deutsche Digitale BibliothekDeutschen Digitalen Bibliothek
- Friedrich-Julius-Stahl auf hu-berlin.de

## Comentários
1. 1 2  Hans-Christof Kraus Stahl, Friedrich in: Neue Deutsche Biographie 25, Stadion - Tecklenborg, Berlin, 2013, S. 32 f.
2. ↑  Seit 1930 Würzburg-Heidingsfeld.
3. ↑  Nur lt.
4. 1 2 3 4  Katharina Sobota: Das Prinzip Rechtsstaat: verfassungs- und verwaltungsrechtliche Aspekte.
5. ↑  F.J. Stahl, Die Philosophie des Rechts. 2.
6. ↑  Abschnitt „Forschungskontroverse: Gab es eine Etappe der Formalisierung des Rechtsstaatskonzeptes?“ in Rechtsstaatsbegriff
7. ↑  Neue Briefe Friedrich Julius Stahls, herausgegeben von Ernst Salzer, in: Historische Vierteljahrsschrift, Bd. 14, 1911, S. 102 (Zitiert nach Christian Wiegand: Über Friedrich Julius Stahl (1801–1862).
8. 1 2  Max Lenz: Geschichte der Königlichen Friedrich-Wilhelms-Universität zu Berlin.
9. ↑   Bayerische Israelitische Gemeindezeitung vom 10.
10. 1 2 3 4 5 6 7  Gerhard Masur: Friedrich Julius Stahl, Geschichte seines Lebens.
11. ↑  So die Formulierung Masurs; laut Chr.
12. ↑  Helge Dvorak: Biographisches Lexikon der Deutschen Burschenschaft.
13. ↑  Chr.
14. 1 2 3 4 5 6 7  Wilhelm Füßl: Professor in der Politik: Friedrich Julius Stahl.
15. 1 2  Christian Wiegand: Über Friedrich Julius Stahl (1801–1862).
16. ↑  Zitiert nach Christian Wiegand: Über Friedrich Julius Stahl (1801–1862).
17. 1 2  HAB Wolfenbüttel, Cod.
18. ↑  Stahls „Beteiligung an den Demütigungen des jungen Gneist 1852/53“ erwähnt Christian Wiegand: Über Friedrich Julius Stahl (1801–1862).
19. ↑  Zweite Abhandlung in: Die Revolution und die constitutionelle Monarchie.
20. ↑  Füßl, Wilhelm: Professor in der Politik: Friedrich Julius Stahl.
21. ↑  Schoeps, Hans-Joachim: Preußen.
22. ↑  Schoeps>, Hans-Joachim: Preußen.
23. ↑  Der orientalische Krieg (Sitzung der ersten Kammer am 25.
24. 1 2 3  Kraus, Hans-Christof, "Stahl, Friedrich" in: Neue Deutsche Biographie 25 (2013), S. 33.
25. ↑  BBKL, Band X (1995), Sp. 1130–1135 (Wilhelm Füßl)
26. ↑  Masur, Gerhard: Friedrich Julius Stahl, Geschichte seines Lebens.
27. 1 2  Wiegand, Hans-Jürgen: Das Vermächtnis Friedrich Julius Stahls: e.
28. ↑  Ich übergebe hier der gebildeten Welt die Bearbeitung eines Stoffes, von dem ich seit vielen Jahren nicht mehr glaubte, daß er je Gegenstand meiner Untersuchung werden könnte.
29. ↑  Durch ihn erhielt ich vielfach Mittel zu klarerer Auseinandersetzung, Erweiterung, zu tieferer Begründung meiner Gedanken; durch ihn erhielt ich den Muth, von Ueberzeugungen, die man als in ein eignes Gebiet gehörig im Innersten zu verschließen und nur gegen feindliche Angriffe zu schützen pflegt, auch positiv den vollständigsten wissenschaftlichen Gebrauch zu machen.
30. ↑  In der zweiten Auflage stellt er 1847 klar: „Bekenntniß und Richtung im Leben wie in der Wissenschaft habe ich von Schelling nicht erhalten.
31. ↑  „Savigny durfte sich der Untersuchung über die letzten Gründe des Gerechten überheben, sein Sinn leitet ihn sicher, durch eine künstlerische Kraft bildet er ganz und vollendet, wozu erst langsam allmälig die angestrengteste philosophische Forschung hinführt.
32. ↑  „Ihr Kern ist aber unmöglich, wie man anzunehmen pflegt, die Ansicht über das Faktische, wie das Recht entsteht; sondern nur die über das Ethische, wie es entstehen, welchen Inhalt es erhalten soll — die Ansicht über das Gerechte.
33. ↑  „Vor Allem aber war es mein Vorsatz, jede Terminologie so viel als möglich zu vermeiden, weder selbst eine zu bilden, noch irgend einer der bestehenden zu folgen, ja diese selbst in die allgemeine Sprache aufzulösen.
34. ↑  „Neues zu finden ist überhaupt nicht die Absicht; gerade das Uralte, der Glaube der Menschheit von Anbeginn ist das Wahre.
35. 1 2  Friedrich Julius Stahl: Die Philosophie des Rechts nach geschichtlicher Ansicht.
36. 1 2 3 4 5  Friedrich Julius Stahl: Die Philosophie des Rechts nach geschichtlicher Ansicht.
37. ↑  Ute Mager: Einrichtungsgarantien.
38. ↑  Mischa Meier, Anastasios, Stuttgart 2009, S. 19, 113.
39. ↑  Michael Stolleis, Geschichte des öffentlichen Rechts in Deutschland.
40. ↑  Vgl.
41. ↑  Christian Wiegand:
Über Friedrich Julius Stahl (1801–1862).
42. 1 2 3 4 5  Friedrich Julius Stahl: Die Kirchenverfassung nach Lehre und Recht der Protestanten.
43. ↑  Carl Schmitt: Der Leviathan.
44. ↑  Peter F.Drucker: Friedrich Julius Stahl: Konservative Staatslehre und geschichtliche Entwicklung, 1933.
45. ↑  Friedrich Wilhelm Graf: Missbrauchte Götter, München 2009, S. 157.
46. ↑  Georg Jellinek: Adam in der Staatslehre. zit. n.
47. ↑  Friedrich Wilhelm Graf: Missbrauchte Götter, München 2009, S. 160.
48. 1 2  Günter Dürig: Die Menschenauffassung des Grundgesetzes, in: Juristische Rundschau, 1952; zit. n.
49. ↑  Friedrich Wilhelm Graf: Missbrauchte Götter, München 2009, S. 69.
50. ↑  Geschichtsatlas, Bayer.
51. ↑  Hisao Kuriki: Mensch, Gesellschaft, Staat in Japan.